# 塞茨河
47°07′14″N 9°17′52″E / 47.12054°N 9.29782°E

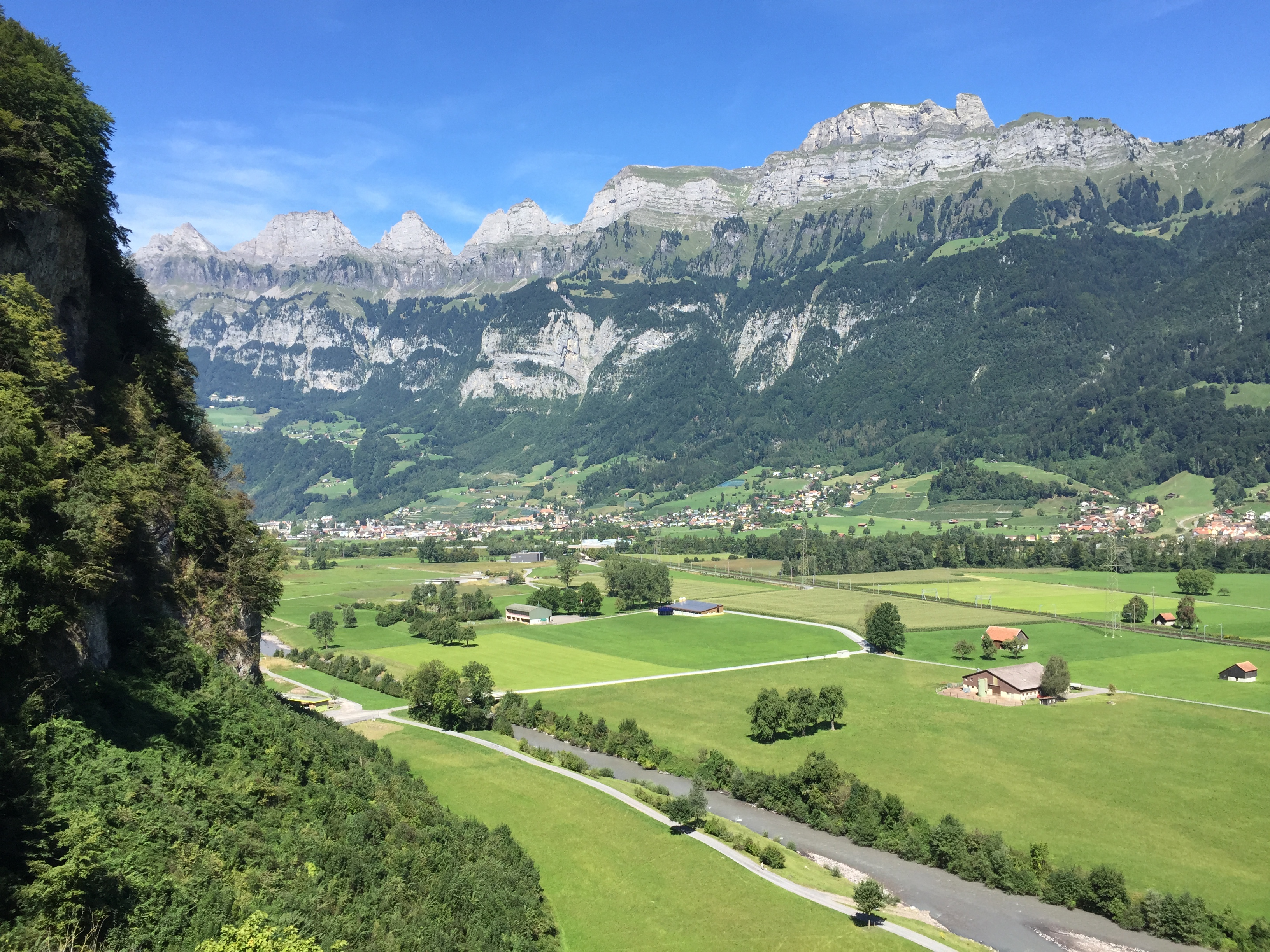

塞茨河是瑞士的河流，位於該國東北部，流經聖加侖州，屬於林特河的支流，河道全長33公里，流域面積204平方公里，最終在瓦倫施塔特附近注入瓦倫湖。